# (22542) Pendri
(22542) Pendri (1998 FG71) – planetoida z pasa głównego asteroid okrążająca Słońce w ciągu 3,4 lat w średniej odległości 2,26 j.a. Odkryta 20 marca 1998 roku.